# NGC 4833
NGC 4833 (také známá jako Caldwell 105) je kulová hvězdokupa vzdálená 21 500 světelných let v souhvězdí Mouchy o hodnotě magnitudy 7,8. Objevil ji francouzský astronom abbé Nicolas-Louis de Lacaille 17. března 1751 během svého pobytu v jižní Africe v letech 1751 až 1752.
Pozoroval ji malým dalekohledem o průměru půl palce (12 mm) při zvětšení 8x a popsal ji jako "malou slabou kometu." Později ji znovu pozorovali James Dunlop a John Herschel, kteří ji svými dalekohledy mohli rozložit na jednotlivé hvězdy.
Na obloze se nachází ve střední části souhvězdí, 40' severně od hvězdy δ Muscae s magnitudou 3,6. Je viditelná triedrem 10x50 jako slabá světlá kulatá skvrna, zatímco dalekohled o průměru 200 mm ji může začít rozkládat na jednotlivé hvězdy. Vypadá poněkud zhuštěně a na jejím severním okraji se nachází výrazná hvězda 9. magnitudy, která jistě s hvězdokupou nesouvisí. 3 stupně jihozápadním směrem se nachází další kulová hvězdokupa NGC 4372.
Její odhadované stáří je 12,54 miliard let
a hmotnost 4,1 × 105 {\displaystyle M_{\odot }}
Hvězdokupu částečně zakrývá prachová oblast galaktického disku.